# Єремієво (Чишминський район)
Єремі́єво (рос. Еремеево, башк. Йәрми) — село у складі Чишминського району Башкортостану, Росія. Адміністративний центр Єремієвської сільської ради.
Населення — 543 особи (2010; 501 в 2002).
Національний склад:
- татари — 90 %